# 科普特博物館
科普特博物館是埃及開羅的一座博物館，1908年創立，用於收藏科普特文物。科普特博物館擁有世界上最大的科普特基督教文物收藏，包括一些世界上最重要的科普特藝術作品。

## 歷史
1908年，在獲得亞歷山大牧首西里爾五世的批准並通過公眾募捐籌集資金後，馬庫斯·西邁卡·帕夏建造了科普特博物館，並於1910年3月14日揭幕。科普特社區慷慨地支持博物館，捐贈了許多法衣、壁畫和聖像畫。1931年，科普特博物館成為國家博物館，歸埃及古物部管轄，1939年，埃及博物館收藏的基督教文物被移至該處。這些文物被安置在於1944年完工的新翼，舊翼由於損壞於1966年關閉，整個博物館在1983年至1984年間進行了翻修，博物館的地基在1986年至1988年間得到加強和加固，使得博物館在1992年的地震中倖存下來。2005年至2006年進行了進一步整修。

## 建築
科普特博物館的建築舖有馬賽克，並裝飾有古老的 mashrabiya 屏風。該博物館收藏了大量基督教時代的物品，這些物品將法老時代和伊斯蘭時期聯繫起來。展出的文物展示了埃及歷史上經常被忽視的一段時期，它們展示了科普特文化藝術的發展如何受到古埃及、希臘羅馬和伊斯蘭文化的影響。該博物館於1980年初進行了翻修，兩個新的附樓與原來的主樓一起收藏了16,000件文物，按時間順序排列，分為十二個部分。

## 收藏
科普特博物館擁有世界上最大的科普特手工藝品和藝術品收藏，展示了埃及、希臘、羅馬、拜占庭和土耳其傳統的豐富組合，將古埃及和伊斯蘭埃及聯繫起來。這些物品被分為不同的類別，如石製品、木製品、金屬製品、紡織品和手稿，展出的文物總數約為15,000件。科普特博物館還收藏了約1,200份拿戈瑪第經集，僅向專業研究人員開放。